# 흑색 (일본국유철도)
흑색(일본어: 黑)은 일본국유철도의 지정색 중 하나이다.

## 개요
원 색은 흑색보다 명도를 약간 올린 것으로 엄밀하게 말하자면 흑색이 아니다.
증기기관차・화차 등 일본의 철도 초창기부터 널리 사용되었다. 전후에는 기동차를 제외한 차량의 하부기기 도색, 기동차 대차의 도색에 사용되었다. 일본국유철도 EH10형 전기기관차에는 힘의 상징으로 본 색을 사용하였다.
또 신칸센 200계 전동차에는 운전대 판넬 색으로 이 색을 사용하였는데, 이는 현재 생산되는 신형 차량에도 사용 중이다.
원래 색과 유사한 색의 경우, 원 색상에 번호를 붙여 호칭하나 본 색은 번호를 붙이지 않는다.

## 사용차량
- 일본국유철도의 증기기관차
- 1959년까지의 국철화차 각 형식
- 일본국유철도 EH10형 전기기관차
- 국철의 전동차 각 형식의 하부기기
- 국철 기동차의 각 형식의 대차
- 국철 객차 각 형식의 하부기기
- 국철 화차 각 형식의 하부기기
- 국철・JR201계 및 205계 등의 전면 상부

## 유사색상
- 검정

## 같이 보기
- 국철색 (일본)

## 참고 문헌
- 鉄道ジャーナル通巻217号(1985年 3月), 特集「鉄道車両 色彩の美学」